# Conus imitator
Conus imitator é uma espécie de gastrópode do gênero Conus, pertencente a família Conidae.